# Vladimír Petříček
Vladimír Petříček   (Libiš, 17 de juny de 1948) és un remer txec, ja retirat, que va competir com a timoner sota bandera txecoslovaca durant les dècades de 1960 i 1970.
El 1972 va prendre part en els Jocs Olímpics d'Estiu de Múnic, on disputà dues proves del programa de rem. En en la prova del dos amb timoner, formant equip amb Oldrich Svojanovsky i Pavel Svojanovsky guanyà la medalla de plata; mentre en la del quatre amb timoner guanyà la de bronze formant equip amb Otakar Mareček, Vladimír János, František Provazník i Karel Neffe. Quatre anys més tard, als Jocs de Mont-real, fou quart en la prova del quatre amb timoner.
En el seu palmarès també destaquen una medalla de bronze al Campionat del Món de rem de 1974 i una d'or i una de bronze al Campionat d'Europa de rem de 1969 i 1973 respectivament.